# リスとヒヨコ
『リスとヒヨッコ』、『リスとヒヨコ』（原題：Chicken in the Rough）は、ウォルト・ディズニー・プロダクション（現：ウォルト・ディズニー・カンパニー）が制作したアニメーション短編映画である。公開は1951年1月19日。
ドナルドダックやプルートシリーズの各作品に出演してきたチップとデールが、チップとデールの短編映画シリーズとして初めて主人公の位置づけで登場した第1作。

## あらすじ
舞台はどこかの養鶏場。あるニワトリの夫婦が、自分たちの子供が卵から孵るの今か今かと待っていた。一方、養鶏場のすぐ隣の木で今日もドングリを集めるチップとデールだが、ドングリをうっかり下へ落としてしまい、落としたドングリを拾うために2匹は養鶏場へ。ドングリを追って入り込んだ小屋の中でいくつもの卵を見つけたデールは、卵を大きなナッツと勘違いして大喜びしチップを呼びに行くものの、チップは冷静にドングリではなく卵であることを説明する。デールが卵の上でふて腐れていると、卵の1つが孵り、雛が生まれてきてしまった。

## スタッフ
- 監督：ジャック・ハンナ
- 作画：ビル・ジャスティス、ボブ・カールソン、ジャッジ・ウィッテカー
- 特殊効果：ジョージ・ローリー
- 脚本：ニック・ジョージ、ビル・バーグ
- レイアウト：イェール・グレイシー
- 背景：レイ・ハッファイン
- 音楽：ジョゼフ・ドゥービン

## 登場キャラクター
- チップ（声：ジム・マクドナルド）
- デール（声：デジー・フリン）

## 日本での公開

### 収録
- 『チップとデールの大冒険』（VHS、ポニー）
- 『ハロー! チップとデールがやってきた!!』（VHS、ブエナ・ビスタ・ホーム・エンターテイメント）
- 『ハロー! チップとデールがやってきた!!』（DVD、ブエナ・ビスタ・ホーム・エンターテイメント）